# Christian McCaffrey
Christian Jackson McCaffrey (7 de junio de 1996) es un jugador profesional de fútbol americano estadounidense que juega en la posición de running back y actualmente milita en San Francisco 49ers de la National Football League (NFL).

## Biografía
McCaffrey asistió a Valor Christian High School en Highlands Ranch, Colorado. Allí jugó como running back, wide receiver, cornerback y punter, consiguiendo romper numerosos récords; mayor número de touchdowns (141), yardas ganadas (8,845), recepciones para touchdown (47) y yardas totales en una temporada (3,032). Todo esto le hizo merecedor del premio al Jugador del Año por Gatorade en los años 2012 y 2013.
Tras su paso por el instituto, McCaffrey decidió graduarse en la Universidad Stanford. Como Cardinal jugó tres temporadas antes de entrar al draft de la NFL, consiguiendo un total de 3,922 yardas de carrera, 1,206 de recepción y 1,859 yardas de retorno, para un total de 6,987 yardas y 33 touchdowns.

## Carrera

### Carolina Panthers
McCaffrey fue seleccionado por los Carolina Panthers en la primera ronda (puesto 8) del draft de 2017. El 4 de mayo, McCaffrey firmó un contrato de 4 años por valor de $17 millones.

### San Francisco 49ers
El 21 de octubre de 2022, Christian McCaffrey se unió a los San Francisco 49ers, proveniente de los Carolina Panthers, en un trascendental movimiento de la NFL. En la temporada 2019, se convirtió en solo el cuarto jugador en la historia de la NFL en registrar más de 1000 yardas tanto por tierra como por aire en una sola temporada. Sin embargo, en los últimos años, las lesiones habían obstaculizado su desempeño en el campo. A pesar de estas preocupaciones, su llegada fue vista como una inversión importante por parte de los 49ers para fortalecer su ofensiva durante una temporada desafiante. McCaffrey, quien había destacado en Stanford durante su etapa colegial, regresaba a un lugar familiar para continuar su carrera profesional.

## Estadísticas generales
|  | Seleccionado All Pro |

| Año   | Equipo | Juegos | Juegos | Acarreos | Acarreos | Acarreos | Acarreos | Acarreos | Acarreos | Recepciones | Recepciones | Recepciones | Recepciones | Recepciones | Recepciones | Balones sueltos |
| Año   | Equipo | GP     | GS     | Att      | Yds      | Avg      | Long     | TD       | 1D       | Rec         | Yds         | Avg         | Long        | TD          | 1D          | Balones sueltos |
| ----- | ------ | ------ | ------ | -------- | -------- | -------- | -------- | -------- | -------- | ----------- | ----------- | ----------- | ----------- | ----------- | ----------- | --------------- |
| 2017  | CAR    | 16     | 10     | 117      | 435      | 3.7      | 40       | 2        | 22       | 80          | 651         | 8.1         | 37          | 5           | 37          | 2               |
| 2018  | CAR    | 16     | 16     | 219      | 1,098    | 5.0      | 59       | 7        | 53       | 107         | 867         | 8.1         | 38          | 6           | 41          | 4               |
| 2019  | CAR    | 16     | 16     | 287      | 1,387    | 4.8      | 84       | 15       | 57       | 116         | 1,005       | 8.7         | 28          | 4           | 58          | 1               |
| 2020  | CAR    | 3      | 3      | 59       | 225      | 3.8      | 15       | 5        | 14       | 17          | 149         | 8.8         | 24          | 1           | 8           | 0               |
| 2021  | CAR    | 7      | 7      | 99       | 442      | 4.5      | 18       | 1        | 20       | 37          | 343         | 9.3         | 32          | 1           | 21          | 1               |
| 2022  | CAR    | 6      | 6      | 85       | 393      | 4.6      | 49       | 2        |          |             |             |             |             |             |             | 0               |
| 2022  | SF     | 11     | 10     | 159      | 746      | 4.7      | 38       | 6        |          |             |             |             |             |             |             | 0               |
| Total | Total  | 58     | 52     | 781      | 3587     | 4.6      | 84       | 30       | 166      | 357         | 3015        | 8.4         | 38          | 17          | 165         | 8               |

Fuente: Pro-Football-Reference.com

## Vida personal
El padre de McCaffrey, Ed McCaffrey, fue un receptor que jugó en la NFL entre 1991 y 2003, principalmente con los Denver Broncos. Su hermano Max jugó en la Universidad Duke y en varios equipos a nivel profesional.
En la actualidad, mantiene una relación amorosa con la ex-Miss Universo, Olivia Culpo, el cual tras 4 años de relación, anunciaron su compromiso matrimonial,  casándose el 29 de junio en unos predios de Watch Hill, en el estado de Rhode Island  el 10 de marzo de 2025, en un post de Instagram, anunció que está esperando su primer hijo con su actual esposo,  el 13 de julio de 2025, dieron la bienvenida a su primera hija llamada Colette Annalise McCaffrey-Culpo, momento recogido en su cuenta de Instagram